# City Tower Hiroshima
City Tower Hiroshima (яп. シティタワー広島) — 193-метровый и 54-этажный небоскреб, расположенный по адресу 5-2 Мацубаратё, район Минами, город Хиросима, префектура Хиросима, Япония. Самый высокий небоскрёб города Хиросима и префектуры Хиросима.
Весь комплекс состоит из двух зданий собственно небоскрёба, западного здания 52 этажа над землёй (2 этажа под землей) и Восточного здания 10 этажей над землей (1 этаж под землей). Высота западной башни составляет 193 м, самый высокий небоскрёб в регионе Тюгоку. Весь комплекс был открыт 31 августа 2016 года. Главным арендатором в западном здании является Bic Camera, в восточном здании FamilyMart. На внешней стене восточного здания установлен большой экран, который отображает рекламу и новости магазина.